# Kuala Lumpur Butterfly Park
Koordinaten: 3° 8′ 46″ N, 101° 41′ 20″ O

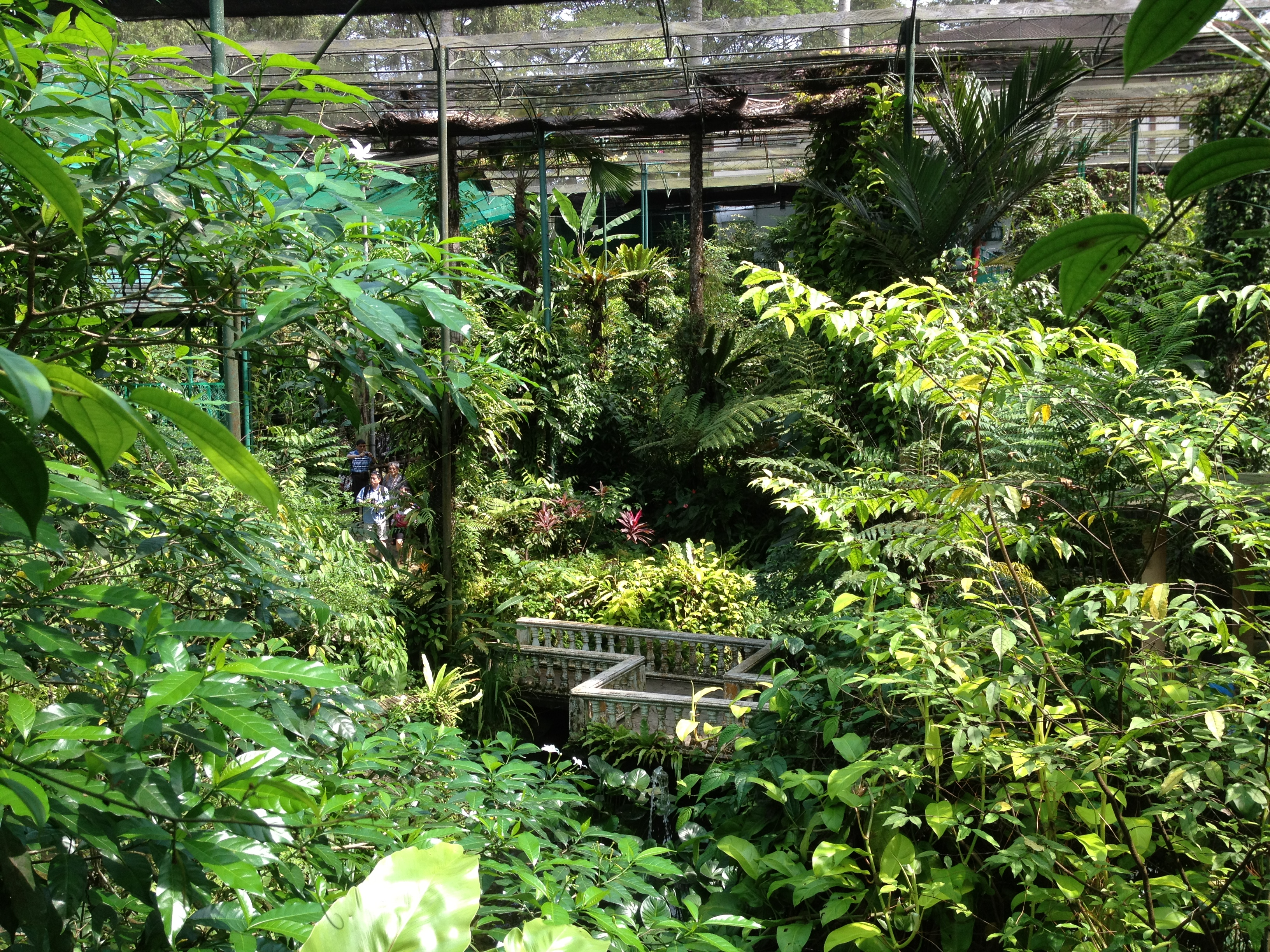
Innenansicht des Kuala Lumpur Butterfly Parks

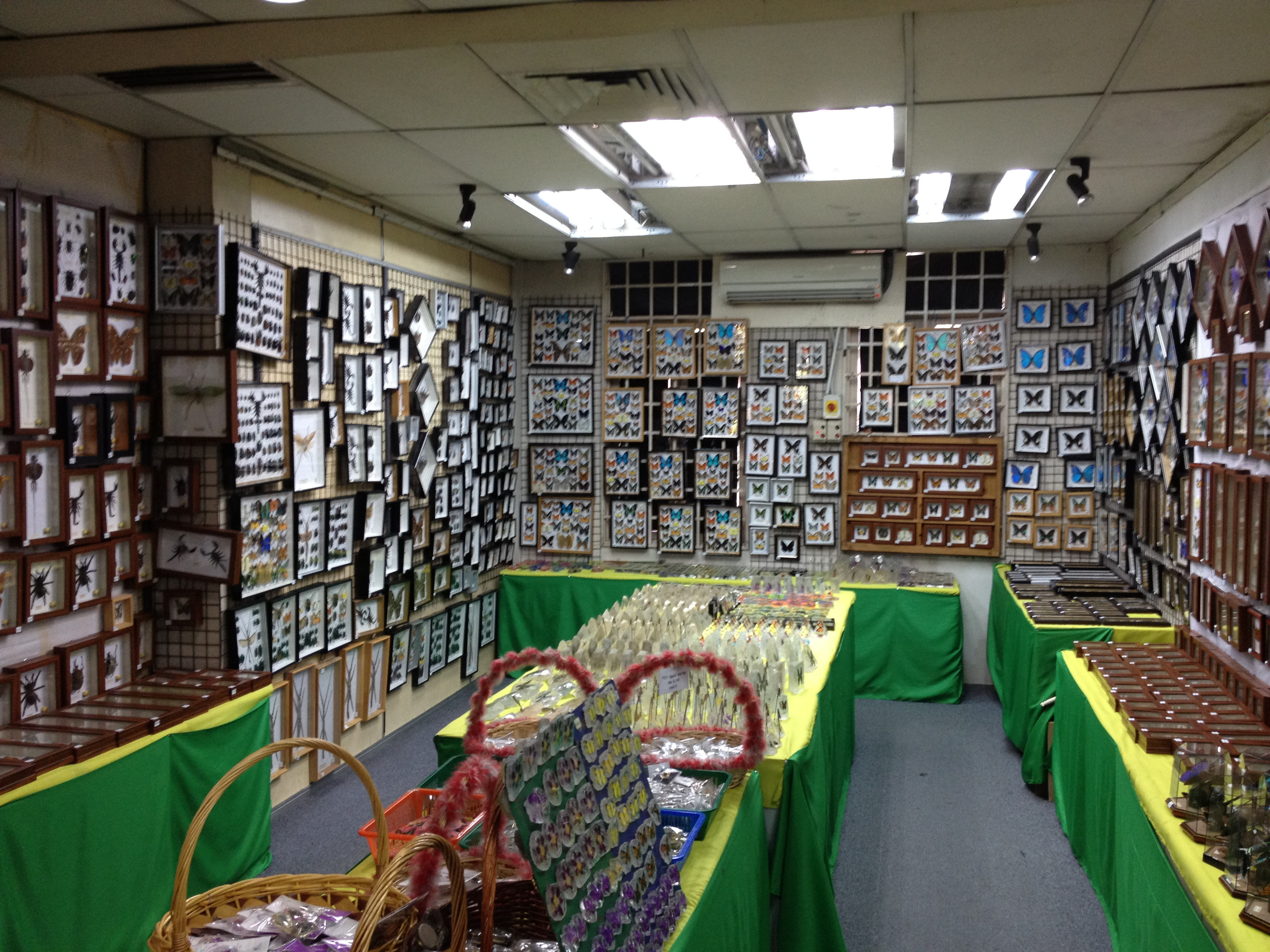
Raum mit Schaukästen für Schmetterlinge sowie diverse Gliederfüßer

Der Kuala Lumpur Butterfly Park ist ein 1992 eröffneter Schmetterlingspark in Kuala Lumpur, der Hauptstadt Malaysias. In unmittelbarer Nachbarschaft befindet sich der Kuala Lumpur Bird Park. Aufgrund der 2019 ausgebrochenen COVID-19-Pandemie musste der Schmetterlingspark für mehrere Monate schließen, konnte demzufolge keine Einnahmen generieren und geriet in erhebliche finanzielle Schwierigkeiten.

## Anlagen und Artenspektrum
Mittelpunkt des Kuala Lumpur Butterfly Parks ist eine rund 7400 Quadratmeter große, für Besucher zugängliche Freiflughalle, die mit Netzen abgedeckt ist. Die Halle ist mit vielen exotischen Pflanzen versehen, deren Blüten willkommene Nektarquellen für die Schmetterlinge darstellen. Zusätzlich werden an mehreren Plätzen saftige Früchte ausgelegt, an denen die Falter saugen und Nahrung aufnehmen können. Außerdem sind feuchte Bodenstellen angelegt, wo die Falter Flüssigkeit und Mineralstoffe aufsaugen können. Die Blätter der eingesetzten Pflanzen dienen den Raupen einiger Schmetterlingsarten als Nahrung. In der Halle herrscht ein tropisches, feuchtes Klima. Für Besucher sind Fußwege angelegt durch die üppige Vegetation mit Brücken über Koi-Teiche, entlang von Wasserfällen und Gewässern, in denen Schildkröten leben.
Im Kuala Lumpur Butterfly Park leben im Durchschnitt 6000 Schmetterlinge in rund 120 Arten. Schwerpunktmäßig werden farbenprächtige Tagschmetterlinge des tropischen Regenwaldes gezeigt. Der zu den Ritterfaltern zählende Trogonoptera brookiana ist der nationale Schmetterling Malaysias und zählt mit einer Flügelspannweite von bis zu 19 Zentimetern zu den sehr großen Tagschmetterlingsarten. Je nach der Jahreszeit und der Verfügbarkeit von Arten variiert die Anzahl der gezeigten Schmetterlinge. In einem separaten Raum werden die Puppen von Schmetterlingen aufbewahrt und die Besucher können durch eine große Glasscheibe beobachten, wie die Falter aus ihren Kokons schlüpfen. Die meisten Puppen werden von tropischen Schmetterlingsfarmen importiert, nur einige Individuen entwickeln sich direkt in der Tropenhalle selbst, sofern die Nahrungspflanzen der Raupen verfügbar sind und die übrigen Entwicklungsbedingungen zutreffen. Die nachfolgenden Bilder zeigen eine Auswahl von Faltern aus dem Bestand des Schmetterlingsparks:

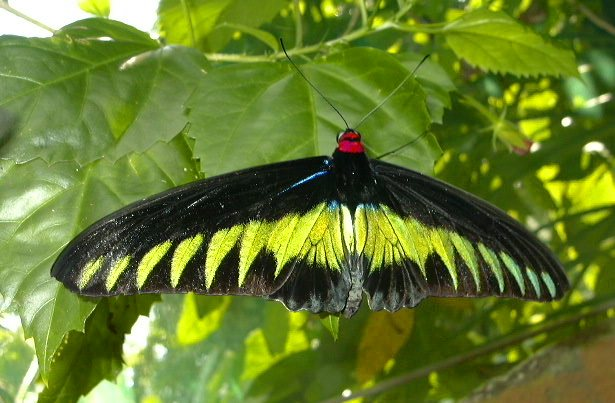
Trogonoptera brookiana
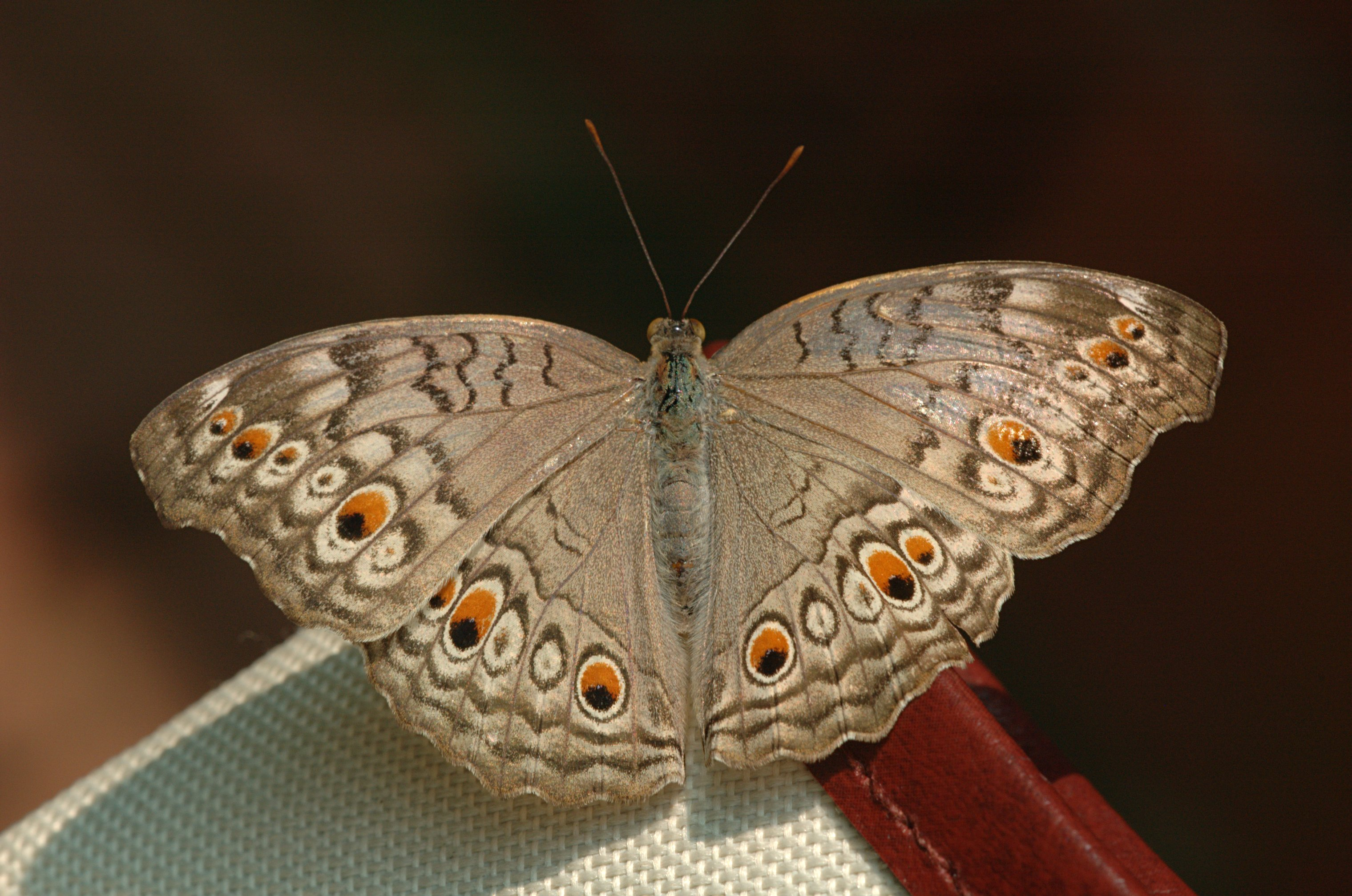
Junonia atlites
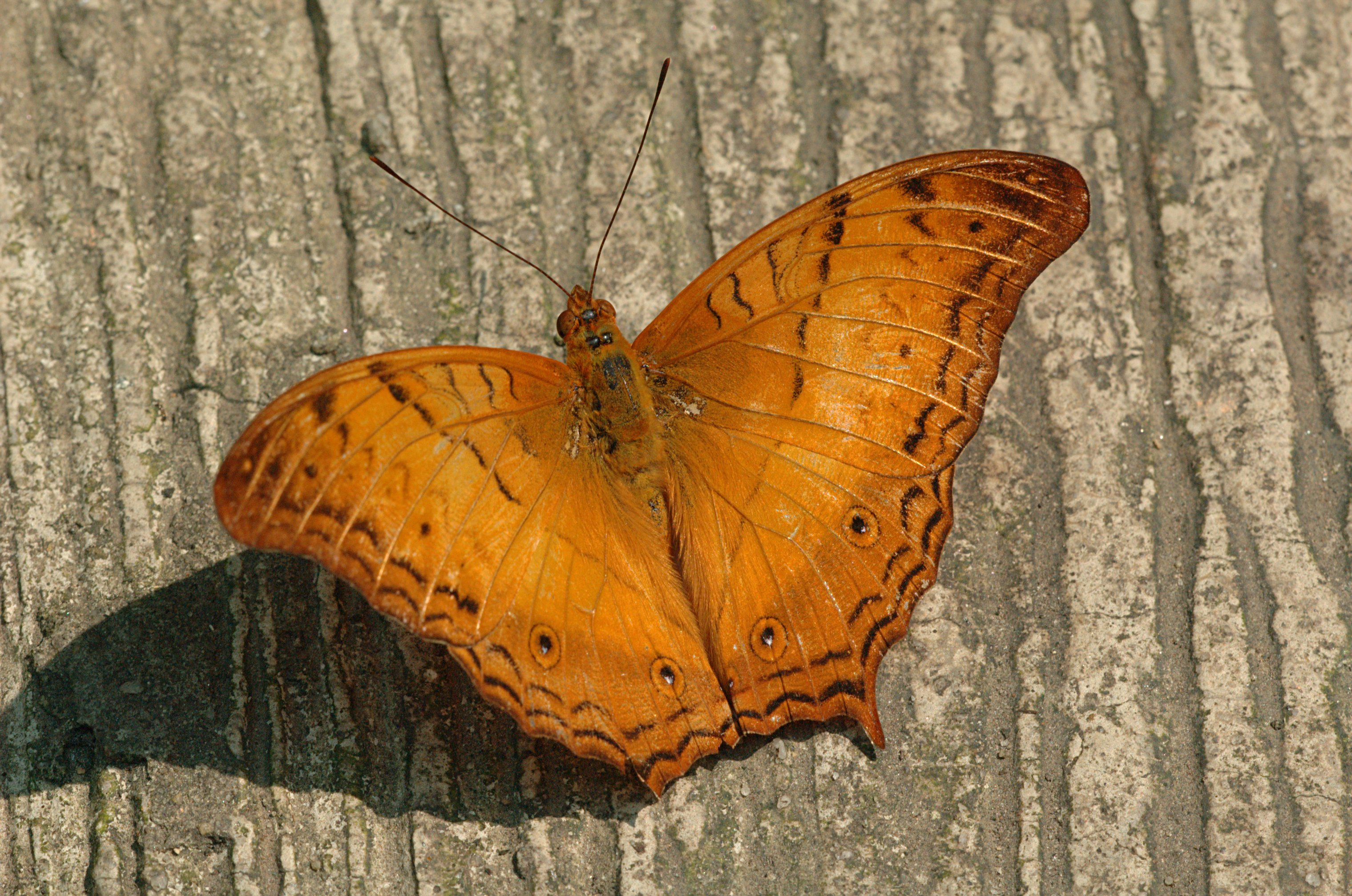
Vindula dejone
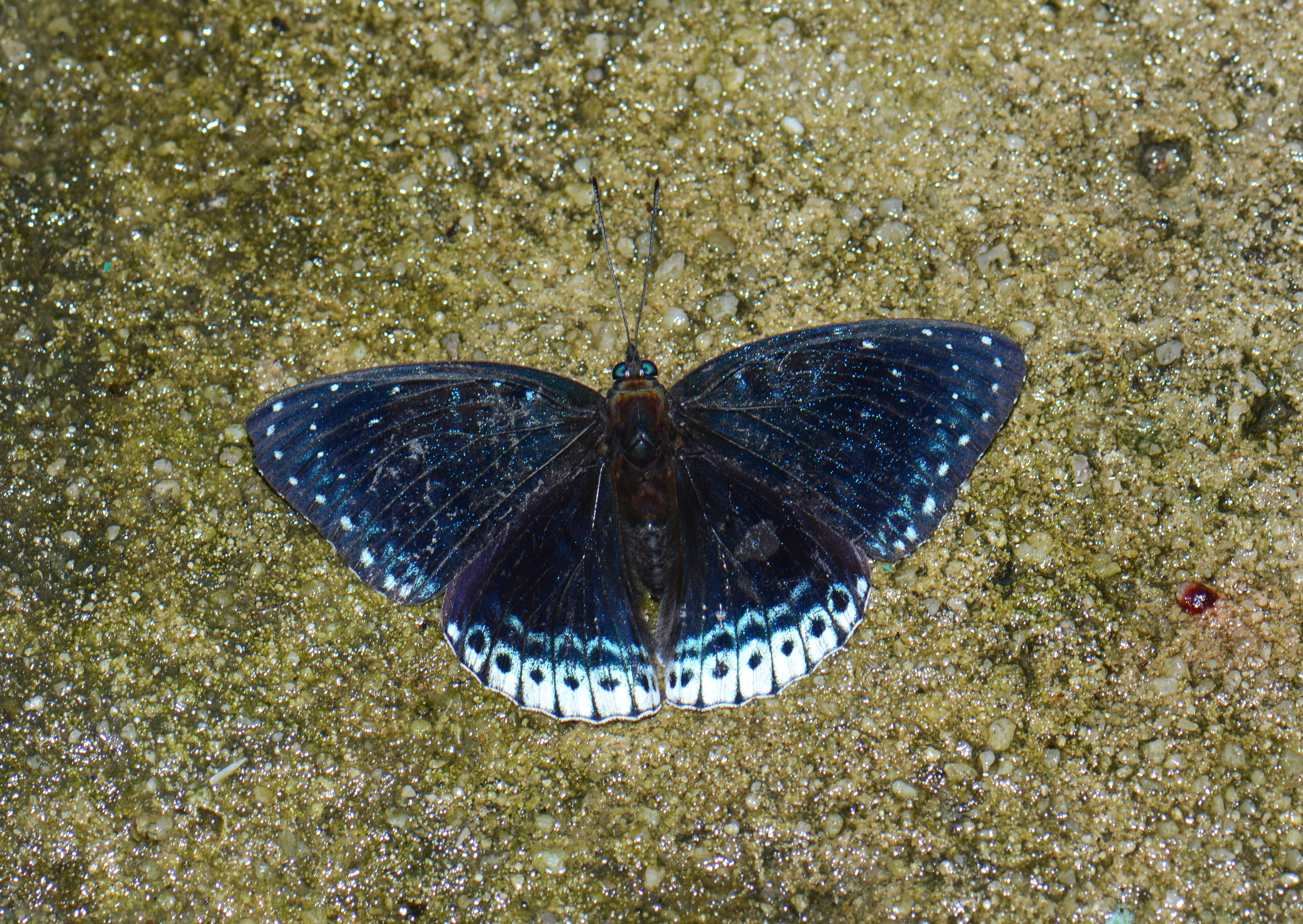
Stibochiona nicea
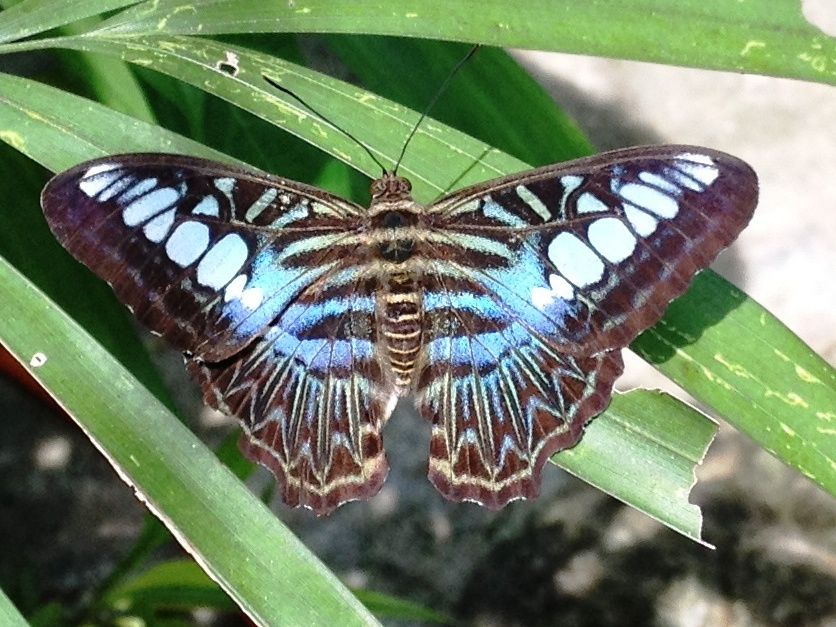
Parthenos sylvia
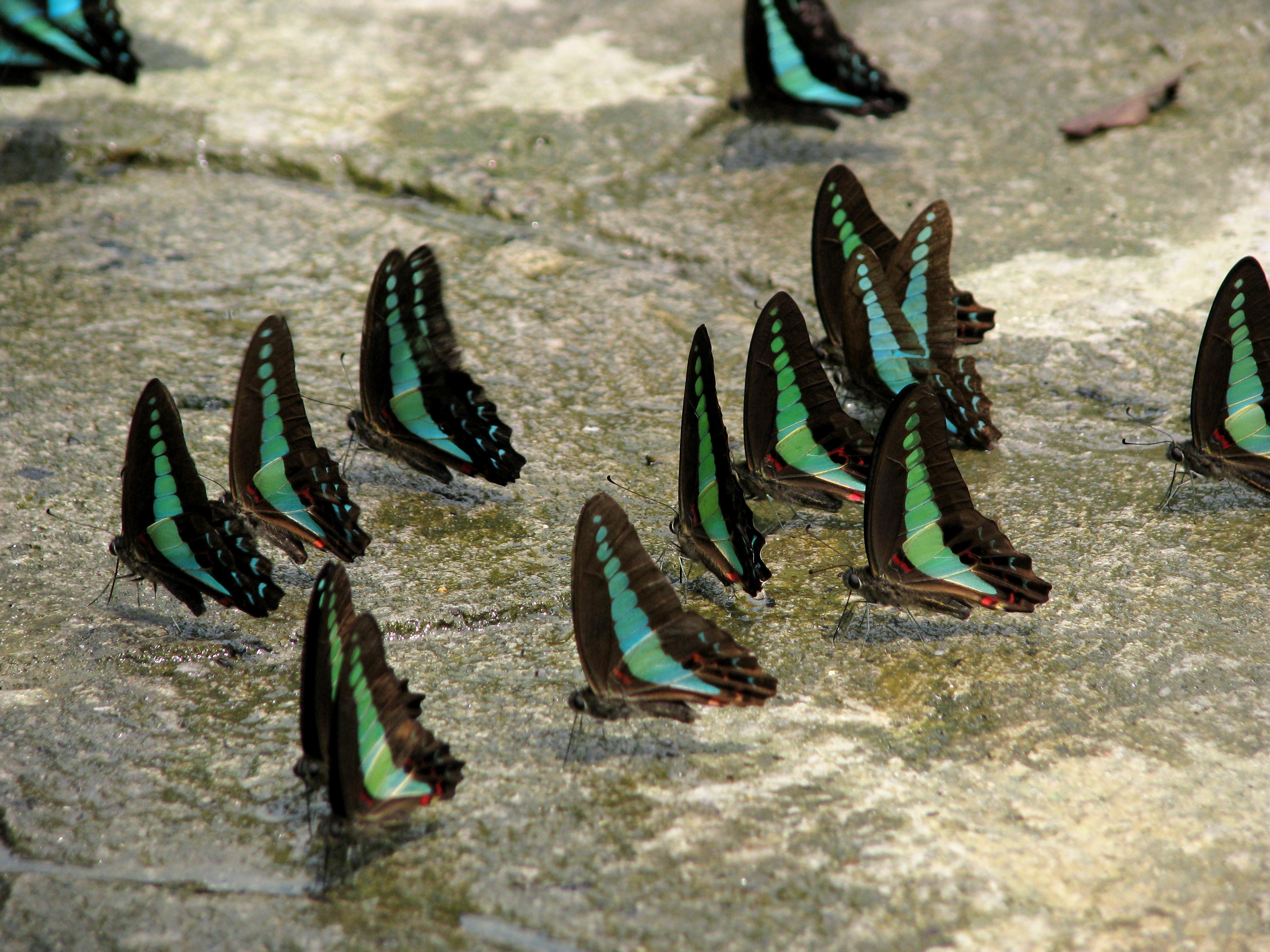
Am Boden saugende Graphium sarpedon
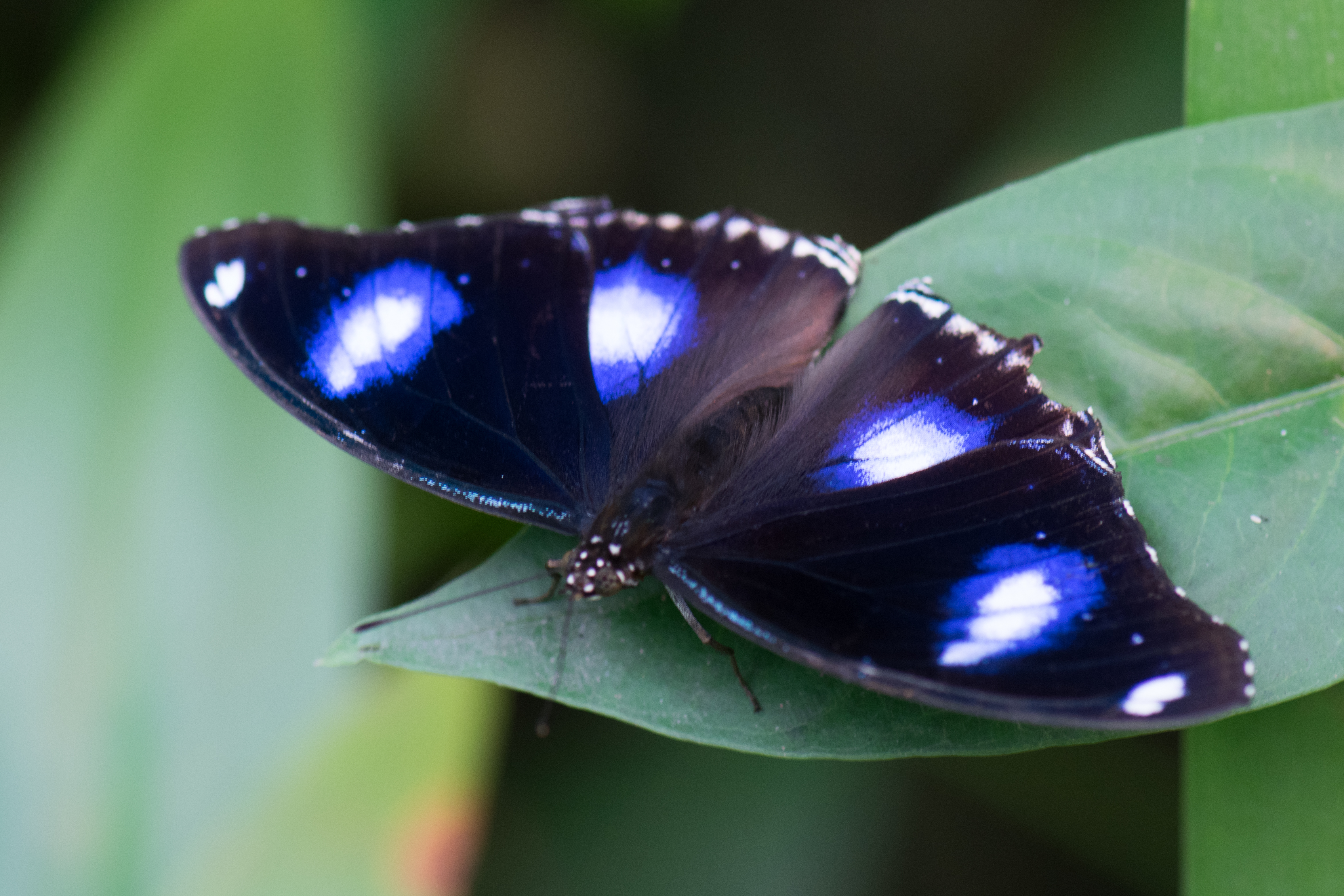
Hypolimnas bolina, Männchen
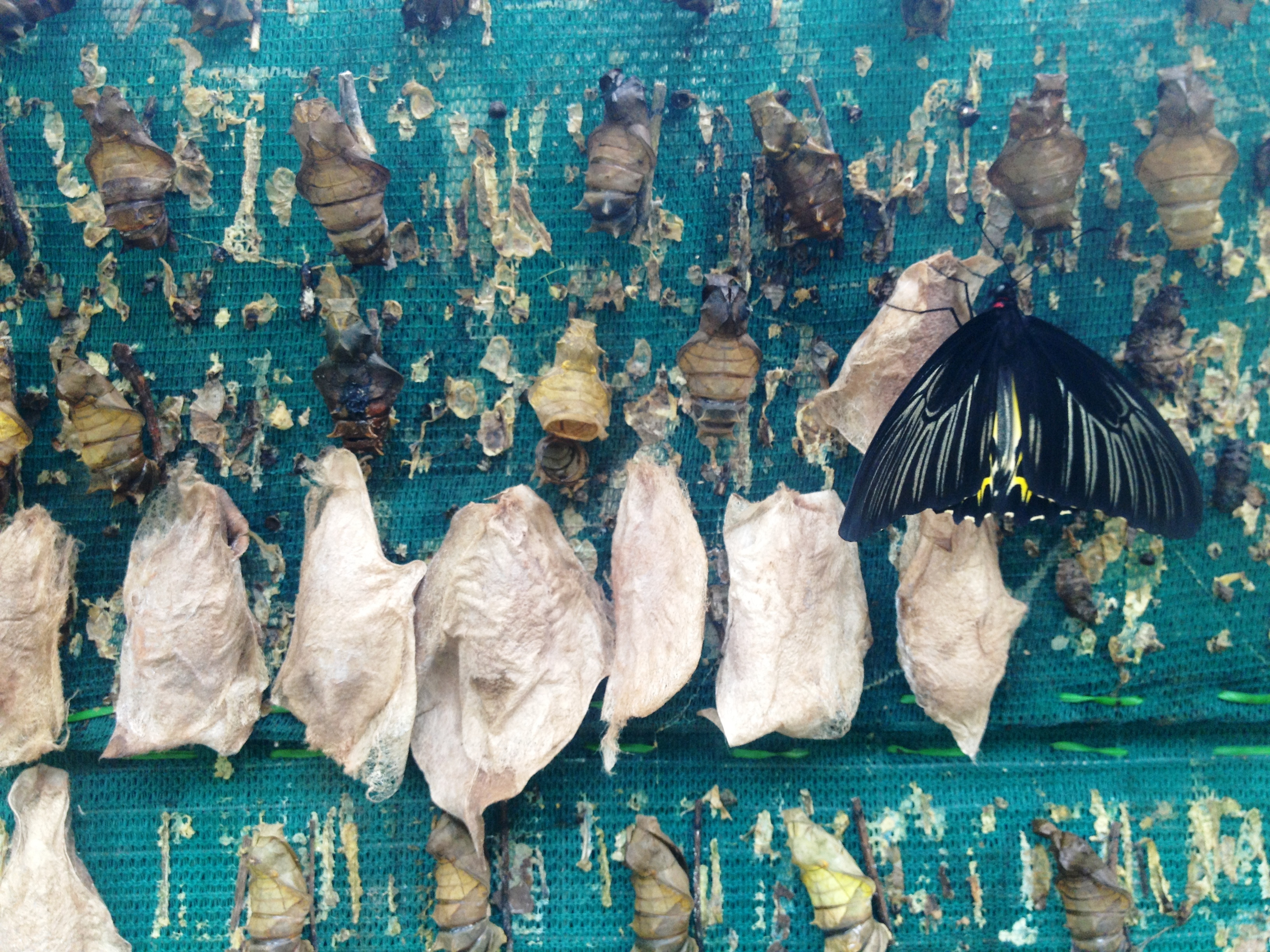
Zuchtstation für Schmetterlingspuppen

## Insektenmuseum
Auf dem Gelände des Schmetterlingsparks befindet sich auch ein kleines Insektenmuseum. Dort sind einige lebende Käfer (Coleoptera), Stabheuschrecken (Phasmatodea) und weitere Insektenarten zu sehen. In einer umfangreichen Sammlung können Schaukästen mit präparierten Schmetterlingen und andere Insekten, Vogelspinnen (Theraphosidae), Skorpione (Scorpiones) sowie weitere Gliederfüßern (Arthropoda) besichtigt werden. Außerdem werden Informationen zur Metamorphose der Schmetterlinge vermittelt. Im Museum können Besucher auch Souvenirs erwerben, die einen Bezug zu Insekten haben.